# Antal Szécsen
Antal (Anton) hrabě Szécsen (maďarsky Antal Ferenc Károly gróf Szécsen de Temerin /německy Anton Franz Karl Graf Szécsen von Temerin) (17. října 1819, Budín – 23. srpna 1896, Bad Aussee) byl uherský šlechtic, politik a dvořan. Ve druhé polovině 19. století patřil k významným politickým osobnostem Uherského království, krátce byl též členem rakouské vlády, nakonec zastával u dvora funkci nejvyššího maršálka (1884–1896). Uplatnil se také jako spisovatel a byl členem Uherské akademie věd, v roce 1887 získal Řád zlatého rouna.

## Životopis

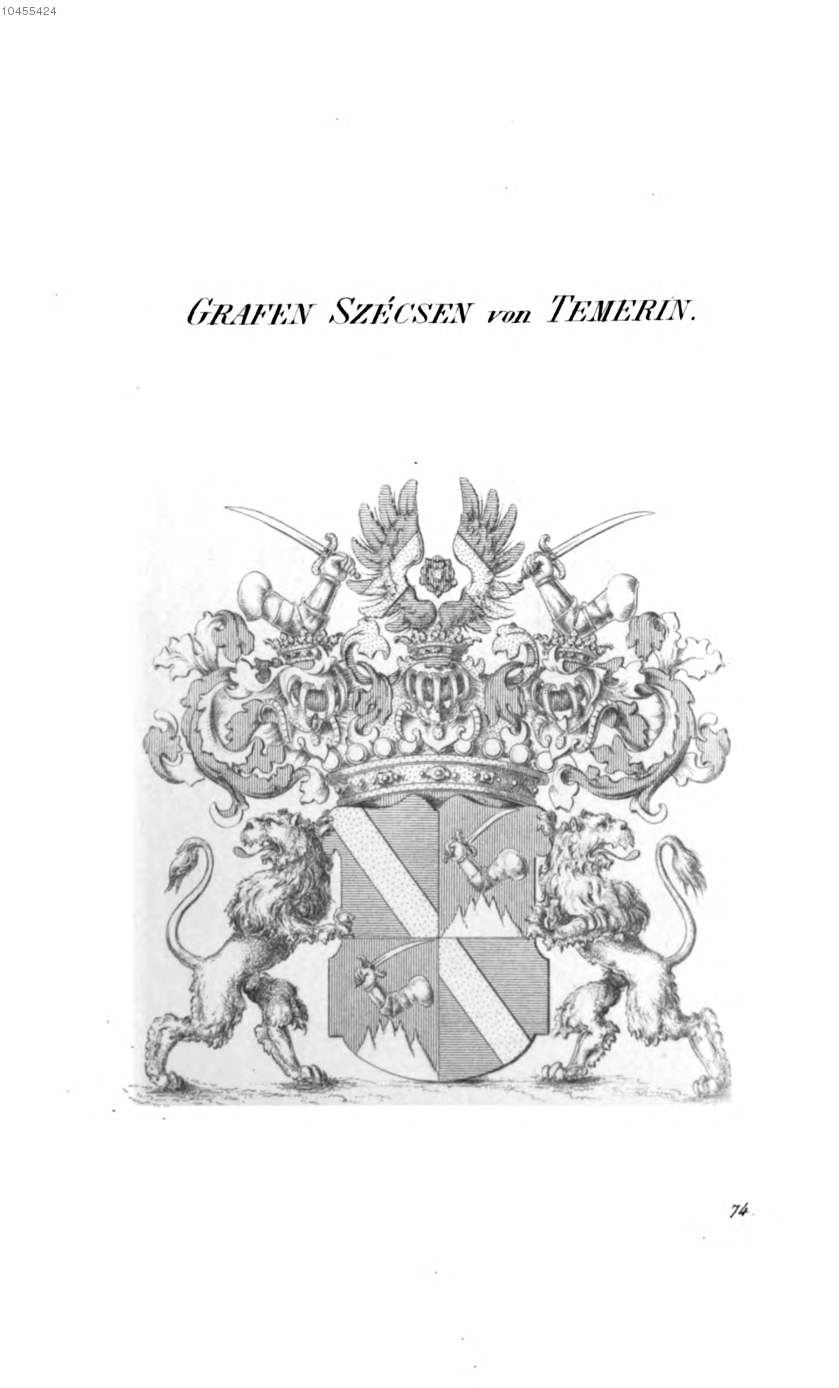
Erb rodu Szécsenů

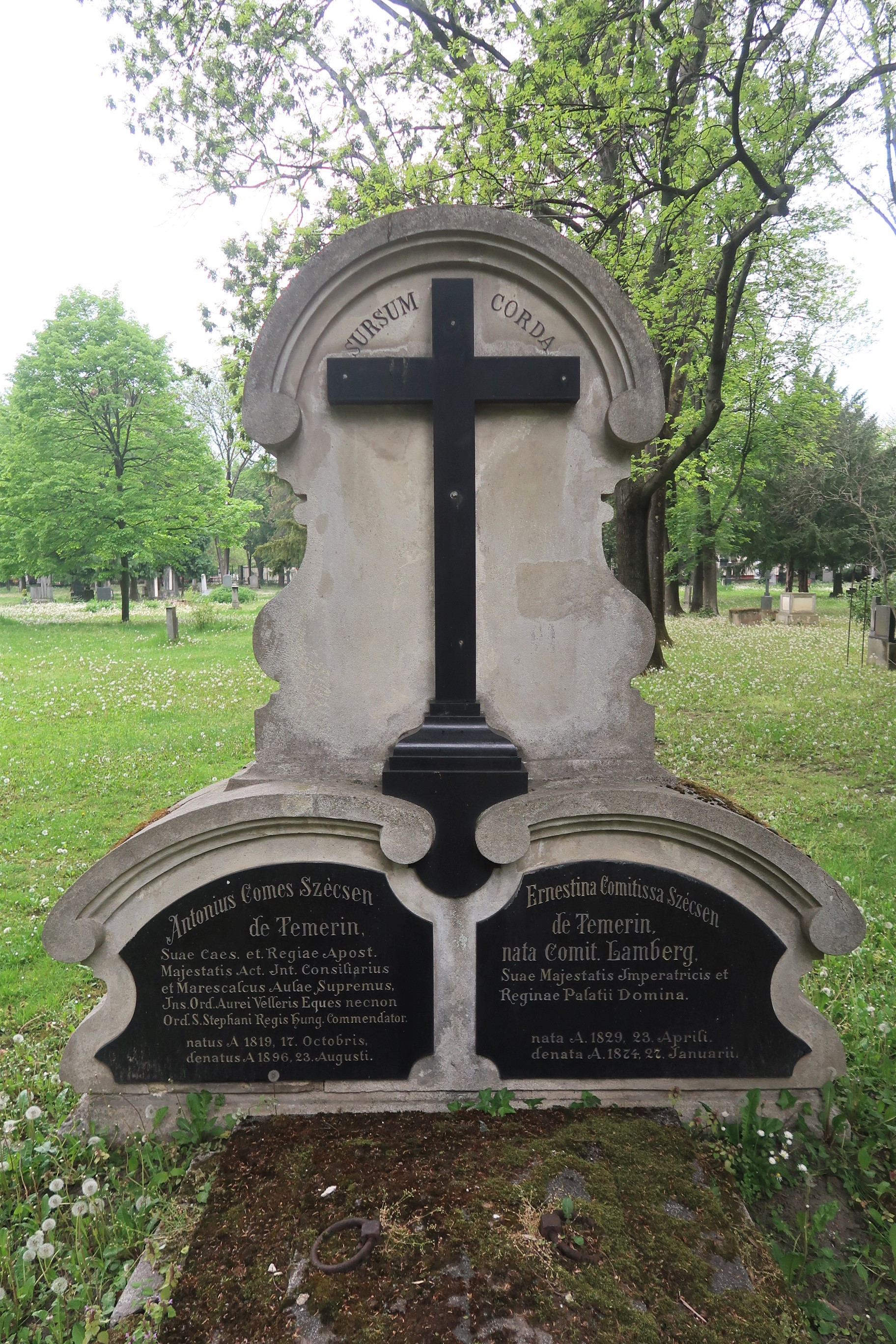
Hrob hraběte Antala Szécsena na Ondřejském hřbitově v Bratislavě

Pocházel z uherského šlechtického rodu chorvatského původu, byl mladším synem prezidenta uherské dvorské komory hraběte Miklóse Szécsena (1782–1871) a Františky, rozené hraběnky Forgáchové (1785–1867). Antal studoval v Bratislavě a ve Vídni, poté podnikl kavalírskou cestu po Evropě (Francie, Itálie, Anglie). V letech 1843–1848 byl poslancem uherského zemského sněmu, v revolučním roce 1848 krátce zastával funkci administrátora ve Slavonii. Poté byl stoupencem konzervativců a usiloval o smíření mezi Vídni a Uhrami, mimo jiné proto, že měl blízko k císařskému dvoru (jeho otec byl v té době nejvyšším hofmistrem arcivévodkyně Žofie). Podílel se na přípravě Říjnového diplomu a v letech 1860–1861 byl členem rakouské vlády jako ministr bez portfeje, v roce 1867 odmítl nabídku uherského ministerského předsedy Andrássyho na vysoký post v ministerstvu zahraničí. V letech 1870–1871 byl rakousko-uherským delegátem na mezinárodní konferenci v Londýně. Nakonec v letech 1884–1896 zastával funkci nejvyššího maršálka císařského dvora.
Byl též členem uherské Sněmovny magnátů, uplatnil se také jako spisovatel, byl členem Uherské akademie věd (1866) a prezidentem Uherské historické společnosti (1889-1894). 

## Tituly a ocenění
Ve funkci rakouského ministra bez portfeje obdržel v roce 1860 titul c. k. tajného rady s nárokem na oslovení Excelence. Později se stal nositelem vysokých státních vyznamenání, nejvyššího ocenění dosáhl jako rytíř Řádu zlatého rouna (1887). Jako nejvyšší dvorský maršálek získal několik ocenění také od zahraničních panovníků.

### Rakousko-Uhersko
- Řád zlatého rouna (1887)
- komandér Královského uherského řádu svatého Štěpána (1871)

### Zahraničí
- Řád lva a slunce I. třídy (Persie)
- velkokříž Řádu sv. Josefa (Toskánsko)
- velkokříž Řádu routové koruny (Sasko)
- velkokříž Vévodského sasko-ernestinského domácího řádu (Sasko)
- velkokříž Řádu württemberské koruny (Württembersko)
- velkokříž Řádu rumunské hvězdy (Rumunsko)
- Řád knížete Danila I. I. třídy (Černá Hora)

## Rodina
Jeho manželkou byla hraběnka Ernestina Lambergová (1829–1874), dcera generála Františka Filipa Lamberga (1791–1848), zavražděného v Budapešti během revoluce v roce 1848. Měli spolu pět dětí, jediný syn Nikolaus (1857-1926) byl diplomatem, velvyslancem ve Vatikánu a Francii. Přes svou manželku měl Antal příbuzenské vazby na rodiny Mensdorff-Pouilly a Schwarzenbergů, byl také švagrem hraběte Františka z Meranu, morganatického syna arcivévody Jana.
Jeho starší bratr Károly Ferenc (1818–1848) padl jako důstojník během revoluce v Itálii.